# Randy Turpin
Pour les articles homonymes, voir Turpin.
Randy Turpin est un boxeur anglais né le 7 juin 1928 à Royal Leamington Spa et mort le 17 mai 1966 à Royal Leamington Spa.

## Carrière
Il devient champion du monde des poids moyens le 10 juillet 1951 en battant aux points à Londres l'américain Sugar Ray Robinson mais perd le combat revanche à New York par arrêt de l'arbitre à la 10e reprise le 12 septembre 1951.
Battu par Bobo Olson le 21 octobre 1953 dans sa tentative pour redevenir champion du monde, il met un terme à sa carrière en 1958 puis combat à nouveau en 1963 et 1964. Il se suicide par arme à feu le 17 mai 1966.

## Distinctions
- La victoire de Randy Turpin face à Sugar Ray Robinson a été élue surprise de l'année en 1951 par Ring Magazine.
- Il est membre de l'International Boxing Hall of Fame depuis 2001.